# Жилкин, Григорий Михайлович
Григорий Михайлович Жи́лкин (род. 20 июня 2003, Биофабрика, Орловская область) — российский футболист, защитник клуба «Краснодар».

## Клубная карьера
Краснодар
Воспитанник академии ФК «Краснодар». 21 мая 2022 года дебютировал в чемпионате России, выйдя в основном составе домашнего матча с «Ахматом» (1:1).

## Статистика выступлений

### Клубная
| Выступление                 | Выступление      | Выступление      | Лига | Лига | Кубки | Кубки | Итого | Итого |
| Клуб                        | Лига             | Сезон            | Игры | Голы | Игры  | Голы  | Игры  | Голы  |
| --------------------------- | ---------------- | ---------------- | ---- | ---- | ----- | ----- | ----- | ----- |
| Краснодар                   | РПЛ              | 2021/22          | 1    | 0    | 0     | 0     | 1     | 0     |
| Краснодар                   | Итого            | Итого            | 1    | 0    | 0     | 0     | 1     | 0     |
| → Краснодар-2               | ФНЛ              | 2021/22          | 10   | 0    | —     | —     | 10    | 0     |
| → Краснодар-2               | ФНЛ              | 2022/23          | 24   | 0    | —     | —     | 24    | 0     |
| → Краснодар-2               | 2 лига «А»       | 2023/24          | 32   | 4    | —     | —     | 32    | 4     |
| → Краснодар-2               | Итого            | Итого            | 66   | 4    | —     | —     | 66    | 4     |
| → Арсенал (Тула)            | ФНЛ              | 2024/25          | 18   | 0    | 1     | 0     | 19    | 0     |
| → Арсенал (Тула)            | Итого            | Итого            | 18   | 0    | 1     | 0     | 19    | 0     |
| → Черноморец (Новороссийск) | ФНЛ              | 2024/25          | 4    | 0    | 0     | 0     | 4     | 0     |
| → Черноморец (Новороссийск) | Итого            | Итого            | 4    | 0    | 0     | 0     | 4     | 0     |
| Всего за карьеру            | Всего за карьеру | Всего за карьеру | 89   | 4    | 1     | 0     | 90    | 4     |